# Dragoni (famiglia)
La famiglia Dragoni (talvolta preceduta dalla preposizione di) è stata una famiglia nobile italiana.

## Storia
La famiglia Dragoni ebbe origine dalla casata dei Balvano, a sua volta discendente da quella dei Berardi, noti come Conti dei Marsi. Il fondatore fu Deopoldo di Balvano, il quale, entrato in possesso della signoria di Dragoni, cambiò il proprio cognome in Dragoni e mutò lo stemma della propria casata da d'oro alla fascia di nero accompagnata da tre api d'azzurro, due nel capo affrontate ed una rivoltata nella punta a fasciato d'oro e di nero, di 8 pezzi. La famiglia si estinse nel XVI secolo.

## Albero genealogico
Di seguito è riportato l'albero genealogico della famiglia Dragoni dal fondatore Deopoldo, vissuto nel XIII secolo, fino al XIV secolo, secondo una ricostruzione del genealogista Ferrante della Marra:
|       |          |          |          |          |          |                            |                            |          |          |          |          |          |           |           |          |         |         |         |
|       |          |          |          |          |          |                            |                            | Deopoldo |          |          |          |          |           |           |          |         |         |         |
|       |          |          |          |          |          |                            |                            |          |          |          |          |          |           |           |          |         |         |         |
|       |          |          |          |          |          |                            |                            |          |          |          |          |          |           |           |          |         |         |         |
| Guida | Guida    | Minora   | Minora   | Pietro   | Pietro   |                            |                            |          |          |          | Tommaso  | Tommaso  | Melisenda | Melisenda | Marina   | Marina  | Altruda | Altruda |
|       |          |          |          |          |          |                            |                            |          |          |          |          |          |           |           |          |         |         |         |
|       |          |          |          |          |          |                            |                            |          |          |          |          |          |           |           |          |         |         |         |
|       |          |          |          | Ruggero  | Ruggero  | Deopoldo/Teopoldo/Teobaldo | Deopoldo/Teopoldo/Teobaldo |          |          |          |          |          |           | Goffredo  | Goffredo | Ruggero | Ruggero |         |
|       |          |          |          |          |          |                            |                            |          |          |          |          |          |           |           |          |         |         |         |
|       |          |          |          |          |          |                            |                            |          |          |          |          |          |           |           |          |         |         |         |
|       |          | Goffredo | Goffredo |          | Tommaso  | Tommaso                    | Altruda                    | Altruda  | Costanza | Costanza | Adolitia | Adolitia | Tommasa   | Tommasa   | Rogasia  | Rogasia |         |         |
|       |          |          |          |          |          |                            |                            |          |          |          |          |          |           |           |          |         |         |         |
|       |          |          |          |          |          |                            |                            |          |          |          |          |          |           |           |          |         |         |         |
|       | Giovanni | Giovanni | Teobaldo | Teobaldo | Giovanna | Giovanna                   |                            |          |          |          |          |          |           |           |          |         |         |         |
|       |          |          |          |          |          |                            |                            |          |          |          |          |          |           |           |          |         |         |         |
|       |          |          |          |          |          |                            |                            |          |          |          |          |          |           |           |          |         |         |         |
|       |          |          | Nicolò   |          |          |                            |                            |          |          |          |          |          |           |           |          |         |         |         |